# Mesothea marinaria
Mesothea marinaria là một loài bướm đêm trong họ Geometridae.